# Jocelyn de Brakelond
Jocelyn de Brakelond was een Engels monnik en geschiedschrijver die leefde aan het eind van de 12e en het begin van de dertiende eeuw. Hij was afkomstig uit Bury St. Edmunds en schreef een kroniek over het kloosterleven in die plaats, waarin hij de gebeurtenissen in en rond het klooster beschreef tussen 1173 en 1202. Deze in het Latijn geschreven Cronica Jocelini de Brakelonda is het enige van hem bekende werk.
De kroniek verwierf pas brede bekendheid via Thomas Carlyles werk Past and Present, waarin de inhoud in het moderne Engels toegankelijker werd gemaakt.
Het werk geeft een goed inzicht in het sociale leven en met name het kloosterleven aan het eind van de twaalfde en het begin van de dertiende eeuw. Het dagelijkse reilen en zeilen, de leefwijze, de politiek en het huishouden van het klooster worden op nauwgezette en levendige wijze besproken.
Jocelyn trad als novice in in het klooster toen Samson van Tottington novicemeester was. Het klooster werd op dat moment geleid door abt Hugo, of Hugh. Beschreven wordt onder meer hoe abt Hugo, hoewel een beminnelijk mens, in feite een slecht beleid voerde. Door zijn wanbeheer, mede veroorzaakt doordat hij zijn oren liet hangen naar de verkeerde adviseurs in plaats van op zijn eigen oordeel te vertrouwen, begon het klooster te vervallen en de discipline onder de monniken verdween goeddeels. Tijdens een pelgrimsreis naar het graf van Thomas Becket in Canterbury in 1180 kwam hij nabij Rochester ten val, met een ernstige beenbreuk tot gevolg. De geboden medische hulp baatte niet en na te zijn vervoerd naar zijn klooster overleed hij korte tijd later. Vervolgens wordt beschreven hoe er gezocht wordt naar een opvolger, totdat uiteindelijk Samson (of Sampson) naar voren werd geschoven. Onder diens leiding bloeide het verarmde klooster op.
Jocelyn de Brakelond overleed in 1211.